# Paulo César Pezzolano Suárez
Paulo César Pezzolano Suárez (Montevideo, 25 d'abril del 1983) és un exfutbolista uruguaià, posteriorment entrenador de futbol.

## Trajectòria
Pezzolano va ser fitxat pel Liverpool de Montevideo el gener del 2008, aconseguint un hat-trick en el seu debut lliguer davant el Central Español.
A finals d'agost del 2009 el jugador és cedit al Reial Mallorca per una temporada amb una opció de compra per un 1 milió d'euros.
Posteriorment va jugar al Hangzhou Greentown abans de tornar al Liverpool. El 2106 va fitxar pel Club Atlético Torque.